# Kleine geelkopgier
De kleine geelkopgier (Cathartes burrovianus) is een vogel uit de familie van de gieren van de Nieuwe Wereld (Cathartidae). De soort is nauw verwant aan de roodkopgier.

## Taxonomie
Cathartes, de gelatiniseerde vorm van het Griekse kathartēs/καθαρτης, betekent "zuiveraar".  De soortaanduiding burrovianus is de latinisering van de Engelse naam 'Burrough'; de soort is genoemd naar Marmaduke Burrough (1798-1844), Amerikaans Consul in Mexico, en natuuronderzoeker en verzamelaar in Mexico en het Verre Oosten.
Ondersoorten zijn:
- Cathartes burrovianus burrovianus Cassin, 1845 - zuid-oost Mexico tot centraal Colombia en noordwest Venezuela.
- Cathartes burrovianus urubutinga Pelzeln, 1861 - zuid-oost Colombia tot de Guianas, zuid-noordoost Argentinie, Uruguay.

urubutinga/urubitinga is afkomstig uit de Tupi taal, en staat voor 'grote zwarte vogel' (zie ook Buteogallus urubitinga, de zwarte arendbuizerd).

## Kenmerken
De kleine geelkopgier is 58–66 cm lang en lijkt wat betreft uiterlijk en leefwijze sterk op de roodkopgier. Het verenkleed is net als bij de roodkopgier zwart en alleen het hoofd-hals-gebied is afwijkend: de nek en de hals zijn oranje van kleur, de bovenkant van de kop is grijs en de rest van de kop is geel-oranje gekleurd. De snavel is lichtrood. De vleugelspanwijdte bedraagt ongeveer 160 cm.

## Leefwijze
Het menu van de kleine geelkopgier bestaat vrijwel geheel uit aas, waaronder verkeersslachtoffers en aangespoelde vis. Insecten en andere ongewervelde diertjes worden ook gegeten en de kleine geelkopgier is dan ook regelmatig te vinden in onlangs geploegd terrein, waar de beestjes makkelijk te vinden zijn. In tegenstelling tot de meeste andere vogels heeft de kleine geelkopgier een goed ontwikkelde reukzin, die hij gebruikt bij het zoeken naar kadavers.

## Verspreiding en leefgebied
Deze soort komt voor van oostelijk Mexico tot noordelijk Argentinië. De kleine geelkopgier is een bewoner van savannes en ander open terrein in Latijns-Amerika, die zelden in groepen leeft.

## Status
De grootte van de populatie is in 2019 geschat op 0,5-5 miljoen volwassen vogels. Op de Rode lijst van de IUCN heeft deze soort de status niet bedreigd.

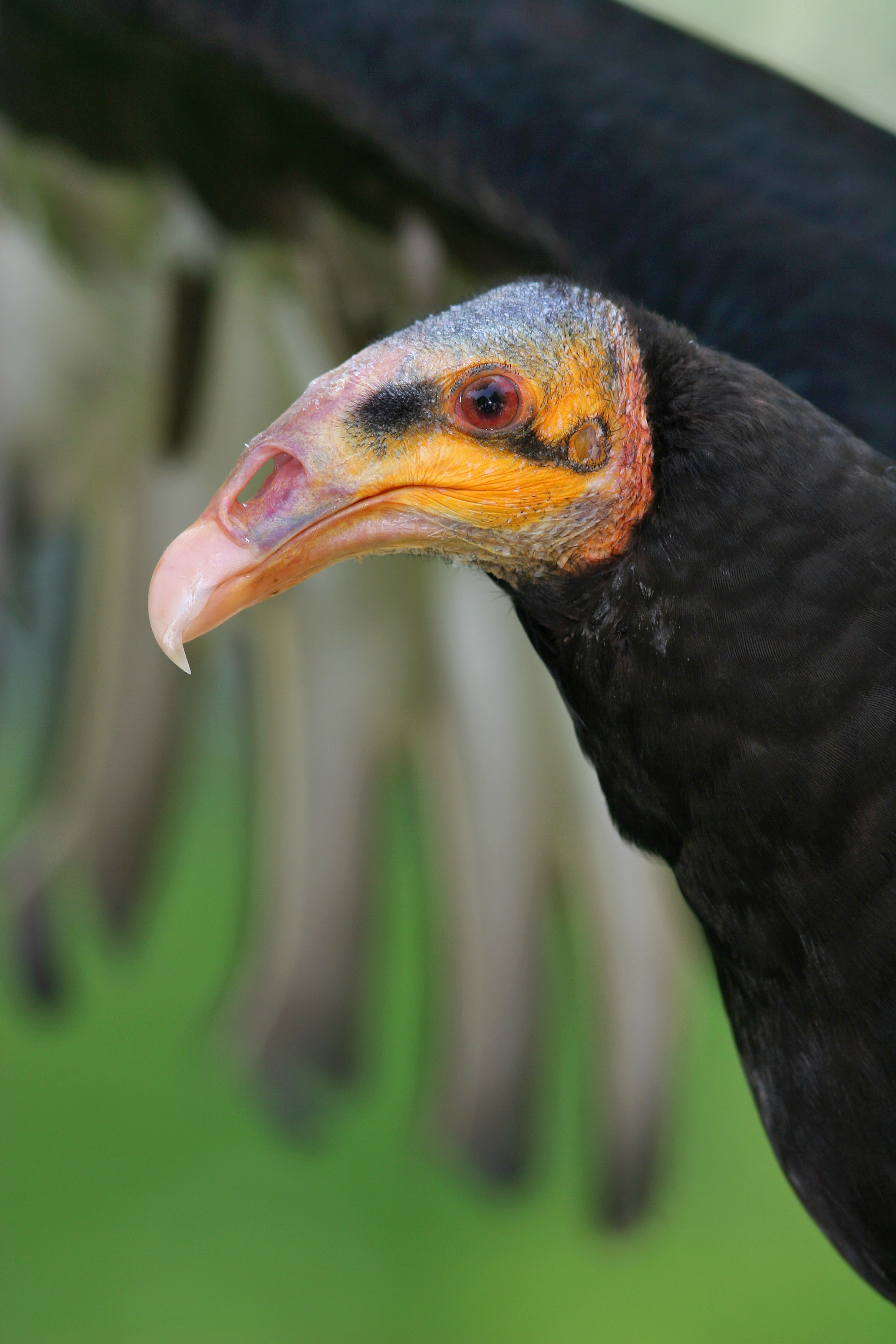
Kop van de kleine geelkopgier